# Chinmoy

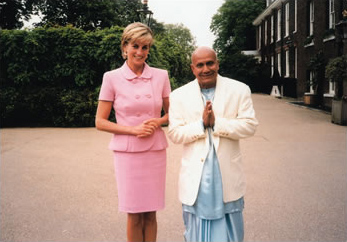
Diana (księżna Walii) i Śri Chinmoy w Kensington (1997)

Śri Chinmoy, właśc. Śri  Chinmoy Kumar Ghose (ur. 27 sierpnia 1931 w Shakpura, zm. 11 października 2007 w Nowym Jorku) – indyjski filozof, poeta, pisarz, autor piosenek, malarz, multiinstrumentalista, atleta, działacz na rzecz pokoju, nauczyciel jogi i medytacji, mistrz duchowy i pomysłodawca programu World Harmony Run, kandydat do pokojowej nagrody Nobla.

## Życie i działalność
Chinmoy przyszedł na świat w 1931 r., jako najmłodsze z siedmiorga dzieci, swoich rodziców w wiosce Shakpura w pobliżu miasta Chittagong we Wschodnim Bengalu na terenie ówczesnych Indii. Po śmierci rodziców wstąpił w 1944 r., do  wspólnoty Sri Aurobindo Ashram  w  Pondicherry w południowych Indiach. Tam przez blisko dwadzieścia lat, rozwijał umiejętności medytacji, a także rozwijał talent literacki. W 1964 r., przeprowadził się do USA i zamieszkał w Nowym Jorku, podejmując pracę jako urzędnik w tamtejszym konsulacie Indii  przy Organizacji Narodów Zjednoczonych. W 1970 r.,  założył wspólnotę Sri Chinmoy Center, zajmującą się propagowaniem medytacji i sprawności fizycznej, jako drogi do uzyskania wewnętrznego pokoju. Sri Chinmoy posiada uczniów w ok. 60 krajach na świecie, w tym także od 1992 r. w Polsce.
W 2007 r., Chinmoy został zgłoszony jako kandydat do Pokojowej Nagrody Nobla na wniosek 51 posłów parlamentu Islandii.